# Oblasti v Bangladéši

Oblasti v Bangladéši v letech 2010 až 2015

Návrh na nové uspořádání bangladéšských oblastí, k roku 2025 zvažovaný

Bangladéšské oblasti představují v administrativním dělení Bangladéše vyšší správní jednotky. V Bangladéši je k roku 2025 8 oblastí a ty se dále dělí na okresy a poté postupně na další nižší správní celky. Každá z bangladéšských oblastí nese svůj název podle jejího hlavního města.
Představitelem každé oblasti je tzv. oblastní komisař, který je jmenován vládou.

## Tabulka
V následující řaditelné tabulce figurují všechny oblasti s uvedením příslušné rozlohy, počtu obyvatel a roku vzniku.
| Oblast               | Bengálsky  | Hlavní město | Počet okresů | Rozloha (km²) | Počet obyvatel | Rok vzniku |
| -------------------- | ---------- | ------------ | ------------ | ------------- | -------------- | ---------- |
| Dhácká oblast        | ঢাকা বিভাগ     | Dháka        | 13           | 20 594        | 44 215 107     | 1829       |
| Čattagrámská oblast  | চট্টগ্রাম বিভাগ | Čitágáon     | 11           | 33 908        | 33 202 326     | 1829       |
| Rádžašáhská oblast   | রাজশাহী বিভাগ   | Radžašáhi    | 8            | 18 153        | 20 353 119     | 1829       |
| Rangpurská oblast    | রংপুর বিভাগ    | Rangpur      | 8            | 16 185        | 17 610 956     | 2010       |
| Khulanská oblast     | খুলনা বিভাগ    | Khulaná      | 10           | 22 284        | 17 416 645     | 1960       |
| Mymensinghská oblast | ময়মনসিংহ বিভাগ | Mymensingh   | 4            | 10 584        | 12 225 498     | 2015       |
| Silétská oblast      | সিলেট বিভাগ    | Silét        | 4            | 12 635        | 11 034 863     | 1996       |
| Barišálská oblast    | বরিশাল বিভাগ   | Barišál      | 6            | 13 225        | 9 100 102      | 1829       |

## Historie
Bangladéš je nezávislým státem od roku 1971, přičemž při svém vzniku měla čtyři oblasti (Dháckou, Čattagrámskou, Khulanskou a Rádžašáhskou). Všechny tyto provincie vznikly již v roce 1829 před vznikem samostatné Bangladéše. V roce 1993 se od Khulanské oblasti oddělila Barišálská oblast, kterou v roce 1996 následovala Silétská oblast, která se oddělila od Čattagrámské oblasti. V roce 2010 se oddělila od Rádžašáhské oblasti Rangpurská oblast následovaná v roce 2015 Mymensinghskou oblastí, která se oddělila od Dhácké oblasti. V roce 2021 oznámila bangladéšská premiérka Šajch Hasína Vadžídová, že země plánuje vytvoření dvou nových oblastí nesoucí názvy Meghanská (k roku 2025 součást Čattagrámské oblasti) a Faridpurská (k roku 2025 součást Dhácké oblasti). K roku 2025 však ani jedna z oblastí zatím nebyla vytvořena. 